# ماكس بودنهايمر
ماكس إيزيذور بودنهايمر (العبرية: מקס בודנהיימר)‏ (12 مارس 1865 – 19 يوليو 1940) كان محاميًا وأحد أبرز الشخصيات في الحركة الصهيونية الألمانية. عُرف بعلاقته الوثيقة مع تيودور هرتزل، وكان أول رئيس لـالاتحاد الصهيوني في ألمانيا وأحد مؤسسي الصندوق القومي اليهودي.

## النشأة والتعليم
وُلد بودنهايمر في شتوتغارت بمملكة فورتمبيرغ، ودرس القانون في جامعة ستراسبورغ وجامعة فرايبورغ وجامعة برلين. عمل محاميًا في كولونيا، وهناك بدأ نشاطه في الأوساط الصهيونية في أواخر القرن التاسع عشر.

## النشاط الصهيوني
شارك بودنهايمر في المؤتمر الصهيوني الأول عام 1897، وكان من المقربين من تيودور هرتزل، حيث أسهما معًا في وضع خطط لإنشاء مؤسسات مالية وتنظيمية لدعم الاستيطان اليهودي في فلسطين. في عام 1898، انتُخب كأول رئيس للاتحاد الصهيوني في ألمانيا، وهو المنصب الذي استخدمه لدعم إنشاء الصندوق القومي اليهودي عام 1901.
كما كان أحد المروجين لفكرة "خطة الدولة العازلة" (Buffer State Plan) التي اقترحت إقامة دولة يهودية في مناطق استراتيجية كحاجز سياسي واقتصادي في الشرق الأوسط.

## سنوات المنفى والهجرة
بعد وصول الحزب النازي إلى السلطة في ألمانيا عام 1933، غادر بودنهايمر البلاد إلى هولندا لفترة وجيزة، ثم هاجر إلى فلسطين الانتدابية عام 1935، حيث استقر في القدس حتى وفاته في 19 يوليو 1940.

## الجدول الزمني
| السنة | الحدث                                                         |
| ----- | ------------------------------------------------------------- |
| 1865  | وُلد ماكس بودنهايمر في شتوتغارت، مملكة فورتمبيرغ.              |
| 1897  | شارك في المؤتمر الصهيوني الأول في بازل، سويسرا.               |
| 1898  | انتُخب كأول رئيس لـالاتحاد الصهيوني في ألمانيا.                |
| 1901  | ساهم في تأسيس الصندوق القومي اليهودي.                         |
| 1933  | غادر ألمانيا النازية إلى هولندا بعد وصول النازيين إلى السلطة. |
| 1935  | هاجر إلى فلسطين الانتدابية واستقر في القدس.                   |
| 1940  | توفي في القدس بتاريخ 19 يوليو.                                |

## الإرث
يُذكر بودنهايمر كأحد مؤسسي البنية التنظيمية للصهيونية العالمية، خاصة من خلال دوره في تأسيس الاتحاد الصهيوني الألماني والصندوق القومي اليهودي، وهما مؤسستان كان لهما تأثير طويل الأمد في المشروع الصهيوني.